# Manfreda
Manfreda là một chi thực vật có hoa trong họ Asparagaceae.

## Danh sách loài
- Manfreda aliberti
- Manfreda brachystachys (Cav.) Rose
- Manfreda brunnea
- Manfreda chamelensis
- Manfreda conduplicata
- Manfreda elongata
- Manfreda fusca
- Manfreda guerrerensis
- Manfreda guttata
- Manfreda hauniensis
- Manfreda insignis
- Manfreda involuta
- Manfreda jaliscana
- Manfreda littoralis
- Manfreda longibracteata
- Manfreda longiflora (Rose) Verh.-Will.
- Manfreda maculata
- Manfreda maculosa (Hook.) Rose
- Manfreda malinaltenangensis
- Manfreda nanchititlensis
- Manfreda oliverana
- Manfreda planifolia
- Manfreda potosina (B.L.Rob. & Greenm.) Rose
- Manfreda pringlei
- Manfreda revoluta
- Manfreda rubescens
- Manfreda scabra
- Manfreda sessiliflora
- Manfreda sileri Verh.-Will.
- Manfreda singuliflora (S.Watson) Rose
- Manfreda tamazunchalensis
- Manfreda tigrina
- Manfreda undulata
- Manfreda variegata (Jacobi) Rose
- Manfreda virginica (L.) Salisb. ex Rose[3][4]
  - Manfreda virginica subsp. lata
  - Manfreda virginica var. tigrina
- Manfreda xilitlensis

## Hình ảnh

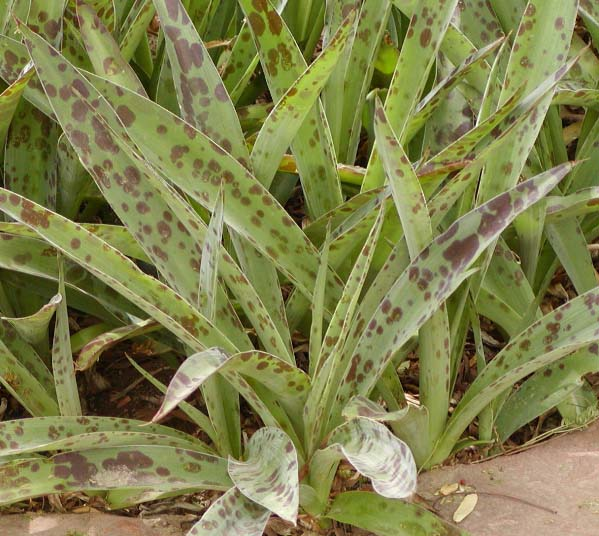
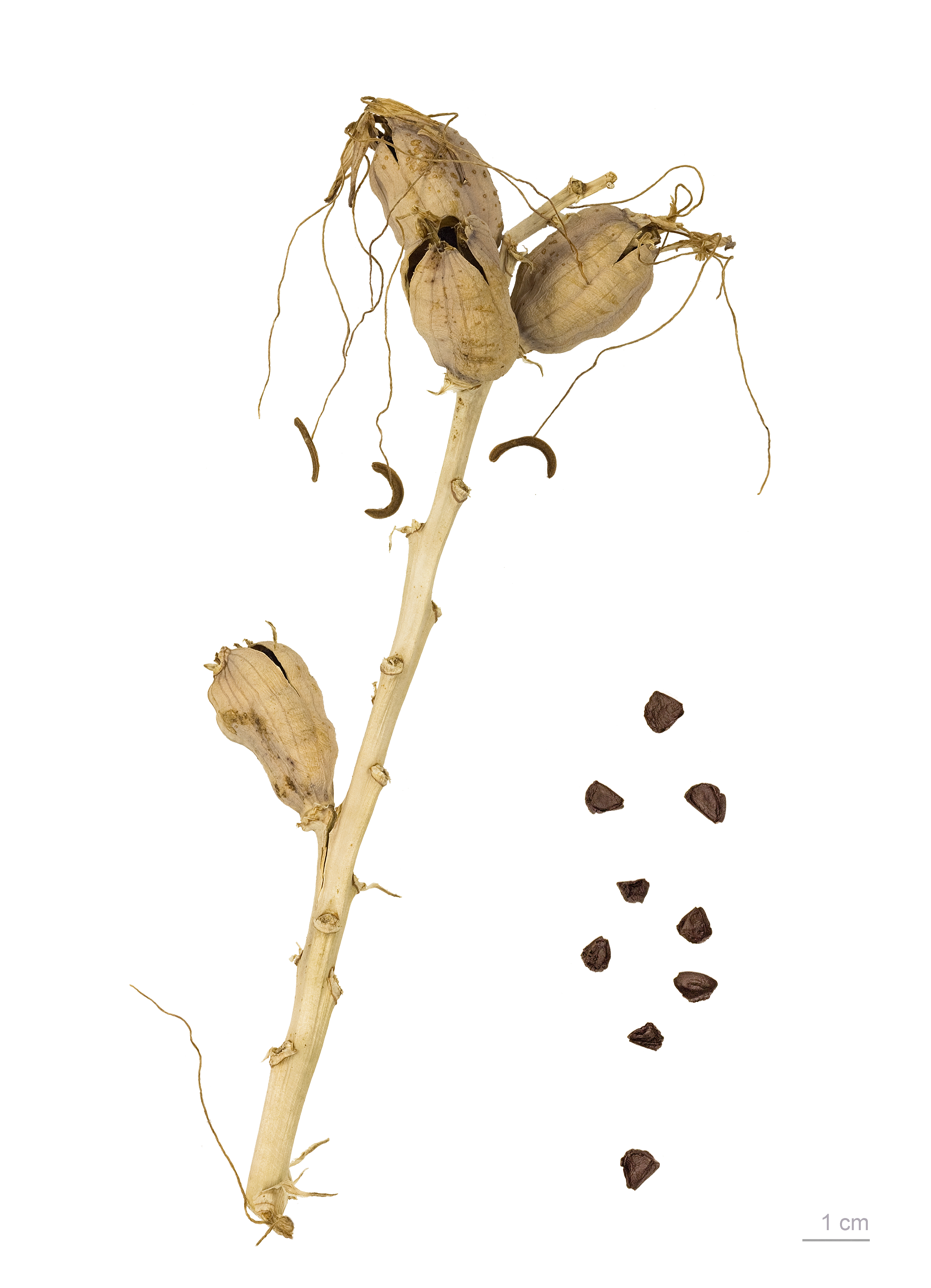
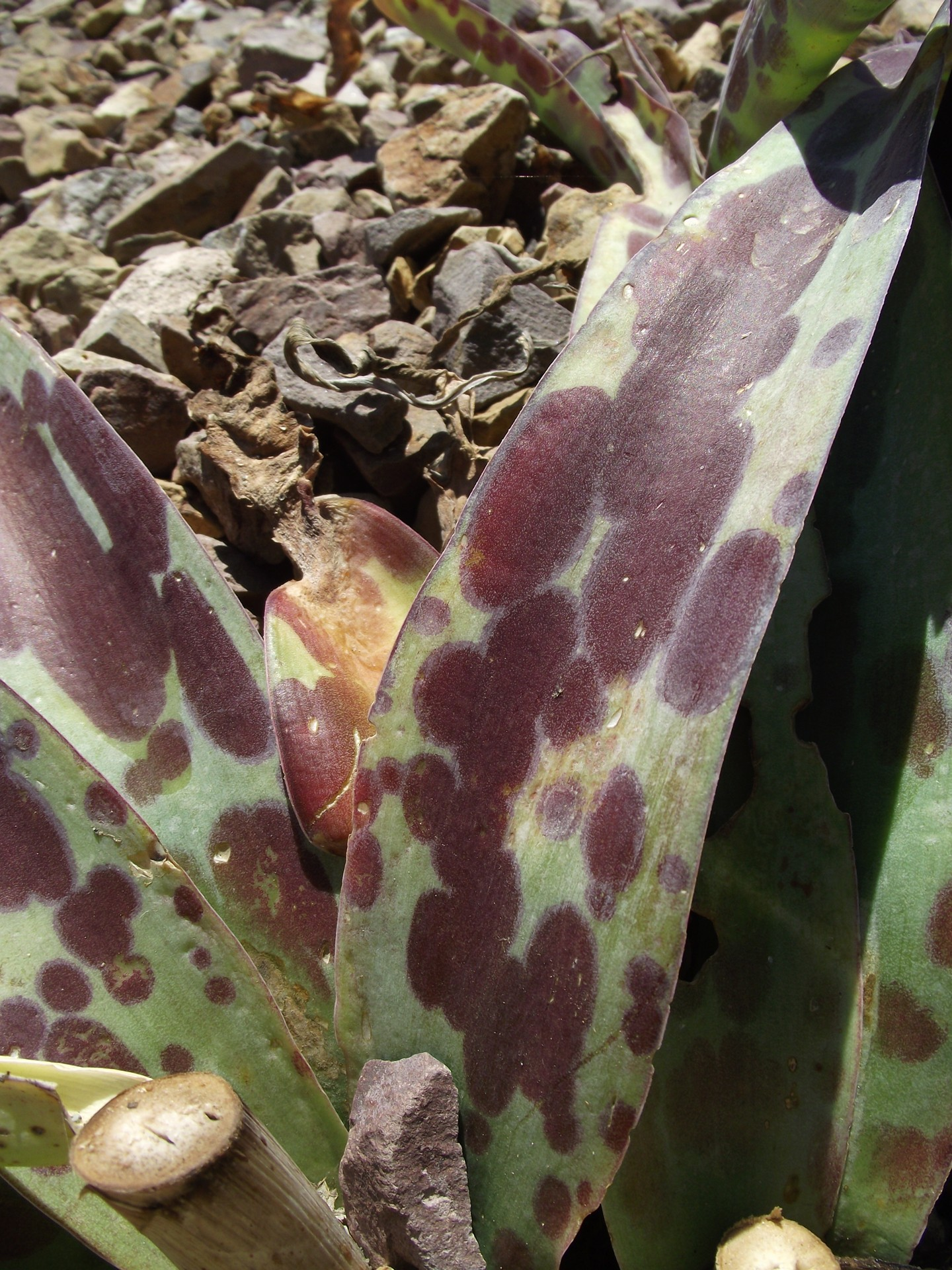